# 4 di sera
4 di sera è un programma televisivo italiano di genere talk show, politico e rotocalco, in onda su Rete 4 e in simulcast su TGcom24 dal 25 giugno 2024 in access prime time dal lunedì al venerdì con la conduzione di Roberto Poletti e Francesca Barra fino al 30 agosto 2024, mentre dal 2 settembre dello stesso anno la conduzione è passata a Paolo Del Debbio (sostituito da Roberto Poletti e Francesca Barra dal 16 dicembre 2024 al 6 gennaio e il 18 aprile 2025). Il programma è giunto alla seconda edizione e viene trasmesso in diretta dagli studi 5 e 7 del Centro di produzione Mediaset di Cologno Monzese.

## Il programma
Il programma, nato come rotocalco di approfondimento quotidiano in onda dal lunedì al venerdì nella fascia dell'access prime time di Rete 4, è realizzato dalla testata giornalistica italiana Videonews, curato da Alessandro Usai e Beppe Cieri e oltre a mantenere il format di un talk show, tratta le vicende legate all'attualità, alla cronaca, alla politica, all'economia e alla società, con l'ausilio di servizi e della presenza di ospiti in studio e in collegamento, pronti ad intervenire sulle varie tematiche. Le repliche del programma vanno in onda su Rete 4 dal martedì al sabato poco prima delle 6:00 (fino al 28 settembre 2024 andavano in onda poco prima delle 7:00).

### Studi televisivi
| Studio televisivo                                              | Edizione | Edizione | Totale |
| Studio televisivo                                              | 1ª       | 2ª       | Totale |
| -------------------------------------------------------------- | -------- | -------- | ------ |
| Studio 1 del Centro Safa Palatino, Roma                        |          |          | 1      |
| Studio 15 del Centro di produzione Mediaset di Cologno Monzese |          |          | 1      |
| Studio 5 del Centro di produzione Mediaset di Cologno Monzese  |          |          | 1      |
| Studio 7 del Centro di produzione Mediaset di Cologno Monzese  |          |          | 1      |

## Edizioni
| Edizione | Anno      | Conduzione       | Conduzione      | Conduzione      | Periodo          | Periodo        | Puntate | Regia            | Regia          | Regia              | Regia            | Studio                                                                |
| Edizione | Anno      | Conduzione       | Conduzione      | Conduzione      | Inizio           | Fine           | Puntate | Regia            | Regia          | Regia              | Regia            | Studio                                                                |
| -------- | --------- | ---------------- | --------------- | --------------- | ---------------- | -------------- | ------- | ---------------- | -------------- | ------------------ | ---------------- | --------------------------------------------------------------------- |
| 1ª       | 2024      | Non presente     | Roberto Poletti | Francesca Barra | 25 giugno 2024   | 30 agosto 2024 | 49      | Mario Maddaloni  | Andrea D'Asaro | Daniele Biggiero   | Daniele Biggiero | Studio 1 del Centro Safa Palatino, Roma                               |
| 2ª       | 2024-2025 | Paolo Del Debbio | Roberto Poletti | Francesca Barra | 2 settembre 2024 | 27 giugno 2025 | 210     | Fabrizio Deplano | Dario Calleri  | Lorenzo Annunziata | Davide Rampini   | Studio 15, 5 e 7 del Centro di produzione Mediaset di Cologno Monzese |

### Prima edizione (2024)
La prima edizione di 4 di sera, con la conduzione di Roberto Poletti e Francesca Barra, è andata in onda dal 25 giugno al 30 agosto 2024, dal lunedì al venerdì nella fascia dell'access prime time dalle 20:30 alle 21:20 (ad eccezione della puntata del 12 agosto 2024, che si è allungata fino alle 22:00), in diretta dallo studio 1 del Centro Safa Palatino di Roma. In questa edizione la regia è stata affidata a Mario Maddaloni fino al 28 giugno 2024 e ad Andrea D'Asaro dal 1º luglio al 30 agosto (sostituito da Daniele Biggiero dal 15 al 19 agosto 2024). È stato attivo anche il numero WhatsApp, in cui i telespettatori potevano interagire con i conduttori nel corso della diretta.

### Seconda edizione (2024-2025)
La seconda edizione di 4 di sera, con la conduzione di Paolo Del Debbio (sostituito da Roberto Poletti e Francesca Barra dal 16 dicembre 2024 al 6 gennaio e il 18 aprile 2025), è andata in onda dal 2 settembre 2024 al 27 giugno 2025, dal lunedì al venerdì nella fascia dell'access prime time dalle 20:30 alle 21:20, in diretta dallo studio 15 (fino all'11 settembre e dal 16 dicembre 2024 al 6 gennaio 2025) e 7 (dal 13 settembre 2024 al 27 giugno 2025) del Centro di produzione Mediaset di Cologno Monzese (ad eccezione delle puntate del giovedì dal 12 settembre 2024, che sono andate in onda dallo studio 5 dello stesso centro di produzione, in quanto studio del programma Dritto e rovescio). Inoltre, la sigla (che dalla puntata del 12 settembre 2024 è stata leggermente modificata nella parte musicale per poi tornare a quello originale nella puntata del 27 giugno 2025 e nell'animazione della scomparsa del logo per l'ingresso in studio, compresa la puntata del 25 aprile che non è stata aperta con l'ingresso in studio del conduttore) e le grafiche sono state rinnovate nei colori ed è stato rimosso il numero WhatsApp, utilizzato nell'edizione precedente, il quale è stato nuovamente introdotto nel periodo natalizio e pasquale durante la conduzione di Roberto Poletti e Francesca Barra. In questa edizione la regia è stata affidata a Fabrizio Deplano (dal 2 settembre al 13 dicembre 2024), a Dario Calleri (dal 12 settembre 2024 per le puntate del giovedì e sostituito da Lorenzo Annunziata il 19 dicembre 2024 e il 2 gennaio 2025), a Lorenzo Annunziata (dal 16 dicembre 2024 al 6 gennaio e il 18 aprile 2025) e a Davide Rampini (dal 7 gennaio 2025). Dal 7 settembre 2024, per ogni sabato e domenica, va in onda lo spin-off 4 di sera Weekend con la conduzione di Roberto Poletti e Francesca Barra. Dalla puntata del 24 ottobre 2024 la sigla iniziale è stata accompagnata dagli applausi del pubblico in quanto il conduttore appare seduto tra il pubblico in apertura di puntata, mentre dalla puntata del 28 ottobre sono cambiate le immagini dalla sigla iniziale. Dal 16 dicembre 2024 al 6 gennaio (nel periodo natalizio) e il 18 aprile 2025 (venerdì santo) durante la conduzione di Roberto Poletti e Francesca Barra, la sigla e le grafiche sono state temporaneamente riadattate alla colorazione utilizzata nell'edizione precedente. Dal 30 giugno 2025, dal lunedì al venerdì, va in onda lo spin-off estivo 4 di sera News con la conduzione di questi ultimi due, mentre dal 5 luglio, per ogni sabato e domenica, va in onda lo spin-off 4 di sera Weekend con la conduzione di Costanza Calabrese, che dal 4 al 22 agosto ha anche sostituito Roberto Poletti e Francesca Barra alla conduzione di 4 di sera News.

## Programmazione
| Edizione | Rete televisiva | Rete televisiva | Anno      | Stagione      | Orario      | Durata | Programmazione | Programmazione | Programmazione | Programmazione | Programmazione | Programmazione | Programmazione | Collocazione      |
| Edizione | Locale          | Simulcast       | Anno      | Stagione      | Orario      | Durata | L              | M              | M              | G              | V              | S              | D              | Collocazione      |
| -------- | --------------- | --------------- | --------- | ------------- | ----------- | ------ | -------------- | -------------- | -------------- | -------------- | -------------- | -------------- | -------------- | ----------------- |
| 1ª       | Rete 4          | TGcom24         | 2024      | estate        | 20:30-21:20 | 50 min |                |                |                |                |                |                |                | Access prime time |
| 2ª       | Rete 4          | TGcom24         | 2024-2025 | estate-estate | 20:30-21:20 | 50 min |                |                |                |                |                |                |                | Access prime time |

## Spin-off
- 4 di sera Weekend, spin-off di 4 di sera in onda su Rete 4[16] e in simulcast su TGcom24 in access prime time dal 7 settembre 2024[11], ogni sabato e domenica, condotto da Roberto Poletti e Francesca Barra[12] fino al 29 giugno 2025[13] e di Costanza Calabrese[15] dal 5 luglio 2025[14].
- 4 di sera News, spin-off estivo di 4 di sera in onda su Rete 4 e in simulcast su TGcom24 in access prime time dal 30 giugno 2025[9], dal lunedì al venerdì, condotto da Roberto Poletti e Francesca Barra (sostituiti da Costanza Calabrese[15] dal 4 al 22 agosto 2025)[13].